# ANZ Centre
ANZ Centre — хмарочос в Окленді, Нова Зеландія. Висота 35-поверхового будинку становить 143 метри і він є третім за висотою хмарочосом міста. Будівництво було завершено в 1991 році.